# VIII Cumbre de Unasur
La VIII Cumbre de Unasur fue el octavo y último encuentro del Consejo de Jefas y Jefes de Estado y de Gobierno de la Unión de Naciones Suramericanas (Unasur), celebrado en Guayaquil, Ecuador, el 4 de diciembre de 2014.
En la cumbre se transfirió la presidencia pro témpore de la UNASUR del presidente de Surinam Dési Bouterse al presidente de Uruguay José Mujica.